# Championnat du Venezuela de football 1974
Navigation
Saison 1973 Saison 1975
La saison 1974 du championnat du Venezuela de football est la dix-huitième édition du championnat de première division professionnelle au Venezuela et la cinquante-quatrième saison du championnat national.
Le championnat est disputé en deux phases :
- lors de la première, les huit équipes s'affrontent quatre fois, deux à domicile et deux à l'extérieur. Les quatre premiers du classement à l'issue de cette phase se qualifie pour la Liguilla, la poule pour le titre.
- la deuxième phase est la Liguilla proprement dite, qui voit les quatre qualifiés s'affronter à nouveau deux fois, à domicile et à l'extérieur. Le club en tête à l'issue de cette phase est déclaré champion et se qualifie pour la Copa Libertadores 1975 en compagnie de son dauphin.

C'est le club du Deportivo Galicia qui remporte la compétition, après avoir battu lors du barrage pour le titre le tenant, Portuguesa FC, les deux formations ayant terminé à égalité de points en tête de la Liguilla. C'est le quatrième titre de champion du Venezuela de l'histoire du club.

## Les clubs participants
| - Deportivo Portugués - Tiquire-Canarias - Deportivo Italia - Portuguesa FC | - Deportivo Galicia - Anzoátegui FC - Estudiantes de Mérida - Valencia FC |

## Compétition
Le barème utilisé pour établir les différents classements est le suivant :
- Victoire : 2 points
- Match nul : 1 point
- Défaite : 0 point

### Première phase
| Rang | Équipe                | Pts | J  | G  | N  | P  | Bp | Bc | Diff |
| ---- | --------------------- | --- | -- | -- | -- | -- | -- | -- | ---- |
| 1    | Estudiantes de Mérida | 40  | 28 | 16 | 8  | 4  | 52 | 31 | +21  |
| 2    | Deportivo Galicia     | 35  | 28 | 12 | 11 | 5  | 43 | 31 | +12  |
| 3    | Portuguesa FCT        | 34  | 28 | 13 | 8  | 7  | 44 | 34 | +10  |
| 4    | Anzoategui FC         | 32  | 28 | 12 | 8  | 8  | 39 | 37 | +2   |
| 5    | Valencia FC           | 30  | 28 | 11 | 8  | 9  | 44 | 30 | +14  |
| 6    | Tiquire-Canarias      | 19  | 28 | 5  | 9  | 14 | 26 | 42 | -16  |
| 7    | Deportivo Portugués   | 18  | 28 | 5  | 8  | 15 | 33 | 55 | -22  |
| 8    | Deportivo Italia      | 16  | 28 | 3  | 10 | 15 | 23 | 44 | -21  |

|  | Qualification pour la Liguilla |
|  | T : Tenant du titre            |

### Liguilla
| Rang | Équipe                | Pts | J | G | N | P | Bp | Bc | Diff |
| ---- | --------------------- | --- | - | - | - | - | -- | -- | ---- |
| 1    | Portuguesa FCT        | 7   | 6 | 2 | 3 | 1 | 10 | 7  | +3   |
| 2    | Deportivo Galicia     | 7   | 6 | 2 | 3 | 1 | 7  | 6  | +1   |
| 3    | Estudiantes de Mérida | 6   | 6 | 3 | 0 | 3 | 4  | 5  | -1   |
| 4    | Anzoategui FC         | 4   | 6 | 1 | 2 | 3 | 5  | 8  | -3   |

|  | Qualification pour la Copa Libertadores 1975 et le barrage pour le titre |
|  | T : Tenant du titre                                                      |

Barrage pour le titre :
| Équipe 1      | Résultat | Équipe 2          | Aller | Retour |
| ------------- | -------- | ----------------- | ----- | ------ |
| Portuguesa FC | 1 - 2    | Deportivo Galicia | 1 - 1 | 0 - 1  |

## Bilan de la saison
| Championnat du Venezuela de football 1974 |                              |
| Champion                                  | Deportivo Galicia (4e titre) |
| Coupes et trophées                        |                              |
| Vainqueur de la Coupe du Venezuela 1974   | Non disputée                 |
| Qualifications continentales              |                              |
| Copa Libertadores 1975                    | Deportivo Galicia            |
| Copa Libertadores 1975                    | Portuguesa FC                |
| Promotions et relégations                 |                              |
| Promus en Primera División                | Aucun                        |
| Relégués en Segunda A                     | Aucun                        |